# Edakalinadu
Edakalinadu è una suddivisione dell'India, classificata come town panchayat, di 25.769 abitanti, situata nel distretto di Kanchipuram, nello stato federato del Tamil Nadu. In base al numero di abitanti la città rientra nella classe III (da 20.000 a 49.999 persone).

## Geografia fisica
La città è situata a 12° 19' 53 N e 80° 02' 02 E.

## Società

### Evoluzione demografica
Al censimento del 2001 la popolazione di Edakalinadu assommava a 25.769 persone, delle quali 12.723 maschi e 13.046 femmine. I bambini di età inferiore o uguale ai sei anni assommavano a 3.094, dei quali 1.593 maschi e 1.501 femmine. Infine, coloro che erano in grado di saper almeno leggere e scrivere erano 15.472, dei quali 8.803 maschi e 6.669 femmine.